# Mhairi Black
Mhairi Black (/ˈmaːre/, nascida em 12 de setembro de 1994) é uma política escocesa que serviu como membra do Parlamento Britânico, representando Paisley e Renfrewshire South desde as eleições de 2015, quando derrotou o Trabalhista Douglas Alexander. Ela foi reeleita em 2017. Ela renunciou sua cadeira no Parlamento pouco antes das eleições gerais de 2024.
Quando foi eleita, Black era a parlamentar mais nova do Câmara dos Comuns do Reino Unido. Em maio de 2015, ela tinha apenas 20 anos e 237 dias, se tornando a pessoa mais jovem eleita para o Parlamento desde a Lei da Reforma de 1832.
Mhairi Black é uma progressista, sendo uma defensora do Estado de bem-estar social e do casamento entre pessoas do mesmo sexo. Ela também é crítica de Westminster, afirmando que os políticos são "desconexos da realidade".